# Иван Кољевић
Иван Кољевић (Цетиње, 30. јун 1984) је црногорски кошаркаш. Игра на позицији плејмејкера, а тренутно је без ангажмана.